# Baird-Wal
Der Baird-Wal, auch als Baird-Schnabelwal oder Nördlicher Schwarzwal bezeichnet (Berardius bairdii), ist eine Walart aus der Familie der Schnabelwale (Ziphiidae). Mit einer Länge bis zu 13 Metern ist er die größte Art seiner Familie. Er wurde nach Spencer Fullerton Baird, einem amerikanischen Zoologen, benannt.

## Verbreitung
Baird-Wale leben im nördlichen Pazifik oberhalb von 30° nördlicher Breite, ihr Verbreitungsgebiet reicht vom Japanischen Meer über das Ochotskische Meer, das Beringmeer bis zur Westküste Nordamerikas, wo Kalifornien in etwa den südlichsten Punkt ihres Vorkommens darstellt. Sie halten sich vor allem in küstenfernen Regionen mit Wassertiefen von über 1000 Metern auf.

## Beschreibung

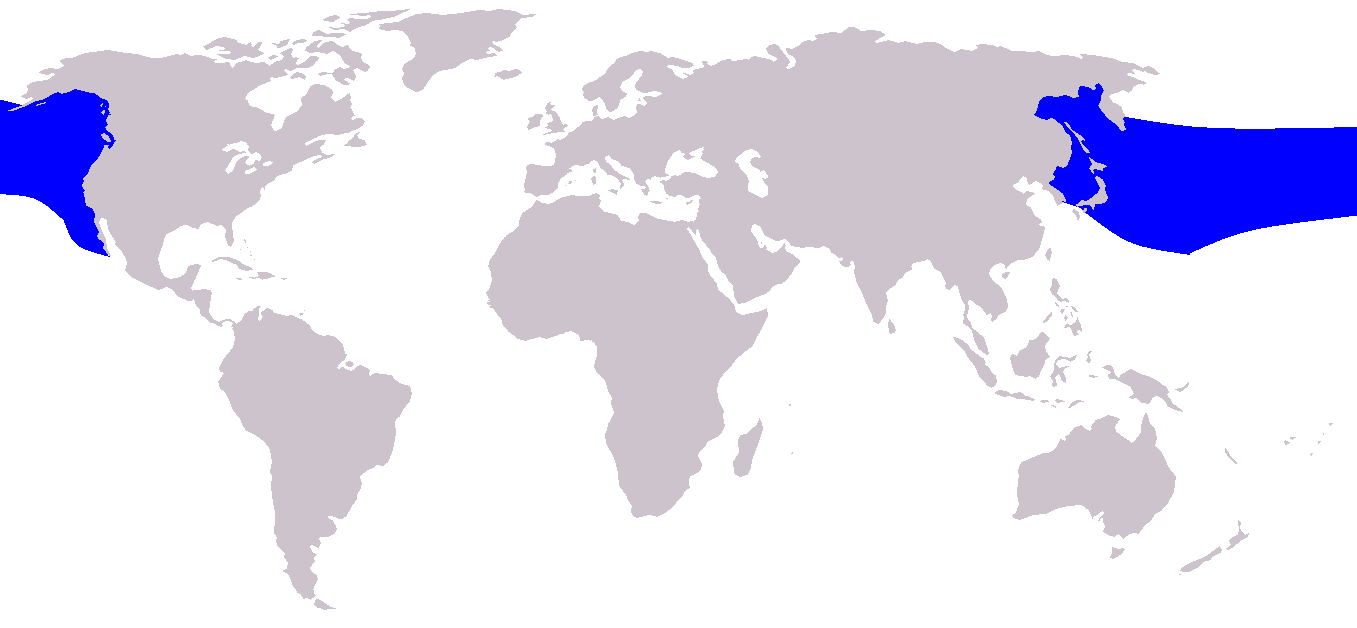
Verbreitungsgebiet des Baird-Wales

Baird-Wal im Größenvergleich

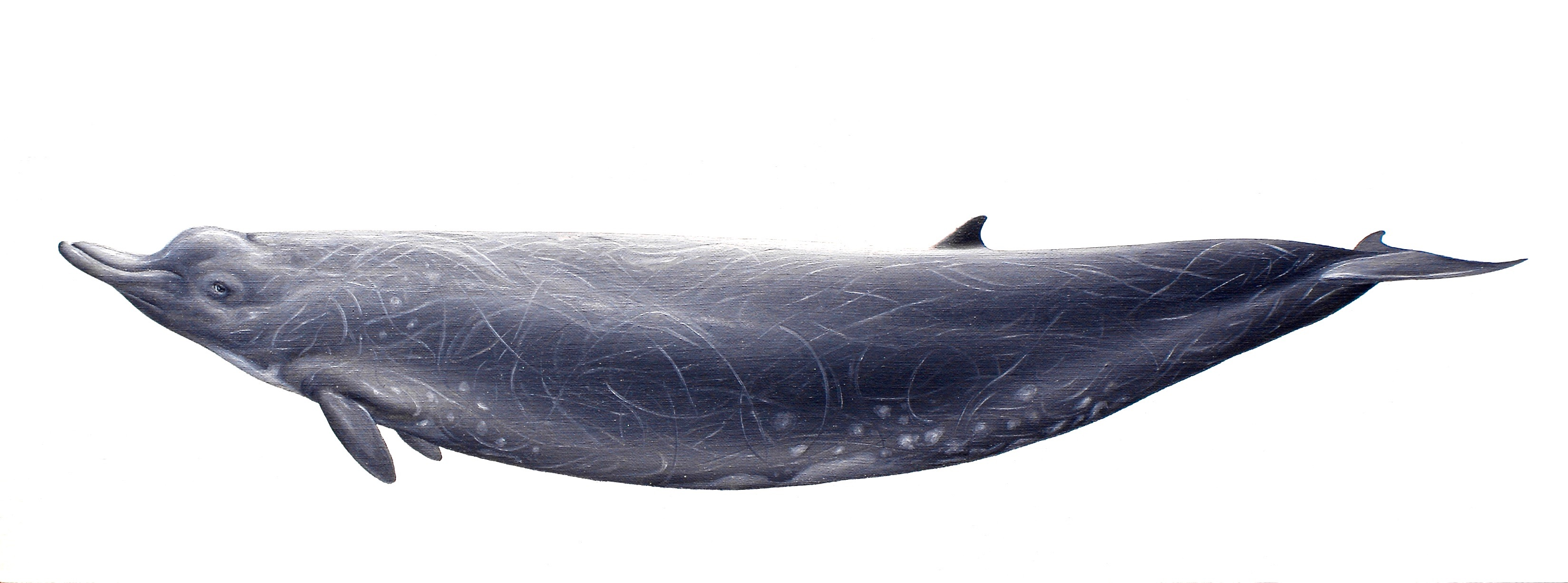
Baird-Wal, Öl auf Papier

Baird-Wale haben eine hohe, gewölbte Stirn, die an der Vorderseite steil abfällt, sowie eine lange Schnauze. Der Unterkiefer überragt den Oberkiefer, und selbst bei geschlossenem Maul sind zwei der vier Zähne zu sehen. Ihr Körper ist einheitlich schiefergrau gefärbt und weist lediglich an der Unterseite einige helle Flecken auf. Die Flipper sind klein und rund und sitzen relativ weit vorn am Körper, die Finne ist dreieckig und wie bei allen Vertretern ihrer Gattung sehr weit hinten platziert. Der hintere Rand der breiten Fluke ist fast gerade und nur selten eingekerbt. Weibchen sind etwas größer als Männchen, sie erreichen eine Länge von durchschnittlich 11 Metern (in Ausnahmefällen bis zu 13 Meter) und ein Gewicht von bis zu 15 Tonnen; Männchen werden rund 10 Meter lang. Baird-Wale sind nach dem Pottwal die größten Zahnwale überhaupt. Vom Baird-Wal sind zwei Formen bekannt, eine schiefergraue und eine kleinere, schwarz gefärbte. Vergleiche der mitochondrialen DNA sprechen dafür, dass es sich bei der schwarzen Form um eine weitere Schwarzwalart handeln könnte.

## Lebensweise
Im Sommer halten sich Baird-Wale in wärmeren Meeren (beispielsweise bei Japan und Kalifornien) auf, um im Winter nordwärts Richtung Beringmeer zu ziehen. Diese Wanderungen dürften mit denen von Tintenfischen, ihrer Hauptnahrung, zusammenhängen. Baird-Wale leben in Schulen von 6 bis 30, manchmal bis zu 50 Tieren, die von einem Männchen angeführt werden. Sie sind gute und ausdauernde Taucher, die Tauchtiefen von 1000 bis 3000 Metern und Tauchlängen von bis zu 70 Minuten erreichen. Die Hauptnahrung dieser Wale besteht aus bodenbewohnenden Fischen, Tintenfischen und Krustentieren.

## Fortpflanzung
Die Paarung erfolgt im Hochsommer; nach rund 17-monatiger Tragzeit bringt das Weibchen ein einzelnes Kalb zur Welt, das bei der Geburt schon 4,5 Meter lang ist. Die Jungtiere erreichen ihre Geschlechtsreife mit einer Länge von 9,5 bis 10 Metern. Die Lebenserwartung dieser Tiere wird auf 70 Jahre geschätzt.

## Walfang und Populationsentwicklung
Im 20. Jahrhundert wurde diese Walart vorwiegend von Japanern gejagt und zu einem geringeren Ausmaß von der Sowjetunion, Kanada und den USA. Die Fangzahlen waren wegen der Seltenheit der Tiere nie besonders hoch, den Höhepunkt brachte das Jahr 1952 mit rund 320 getöteten Tieren. Seit 1977 besteht ein Walfangmoratorium, das die kommerzielle Jagd auf diese Tiere größtenteils verbietet, eine geringe Quote (60 Wale jährlich) darf zu Forschungszwecken weiterhin gejagt werden, wobei das Fleisch auf dem japanischen Markt verkauft wird. Es gibt keine genauen Schätzungen über den Gesamtbestand, ungefähre Zahlen belaufen sich auf mehrere tausend Exemplare.